# Vulišinec
Vulišinec – wieś w Chorwacji, w żupanii varażdińskiej, w mieście Lepoglava. W 2011 roku liczyła 237 mieszkańców.